# Medolago
Medolago är en ort och kommun i provinsen Bergamo i regionen Lombardiet i Italien. Kommunen hade 2 415 invånare (2018).